# Coelioxys paraguaya
Coelioxys paraguaya är en biart som beskrevs av Jesus Santiago Moure 1943. Coelioxys paraguaya ingår i släktet kägelbin, och familjen buksamlarbin. Inga underarter finns listade i Catalogue of Life.